# Le Bien-Aimé
Le Bien-Aimé est une pièce de théâtre de Sacha Guitry, une comédie en trois actes créée au théâtre de la Madeleine en 1940.